# Piazza Carlo Alberto
La Piazza Carlo Alberto est une place du quartier historique de Castello à Cagliari. 
La place de taille modeste est située dans une zone centrale du quartier, entre la via Canelles et la via La Marmora. Son plan quadrangulaire est resté quasiment inchangé depuis le Moyen Âge. À l'époque espagnole, la place Carlo Alberto était connue sous le nom de plazuela (piazzetta), pour la distinguer de la place Palazzo, appelée plaza Mayor. Sur la plazuela, les nobles condamnés à mort étaient exécutés par décapitation. 
Le côté est de la place se compose du mur sur lequel repose l'escalier qui relie la zone à la Via Canelles, au-delà duquel on peut voir les perspectives de l'ancien Palazzo di Città et de la Cathédrale. Au pied de l'escalier, une dalle de marbre ornée des armoiries de la ville de style maniériste, œuvre du sculpteur Scipione Aprile, avec une inscription datée de 1603, rappelle la construction d'une fontaine, aujourd'hui disparue. 
De l'autre côté, au-delà de la Via Lamarmora, la belle façade baroque piémontaise du palais d'Asquer du XVIIIe siècle, l'une des plus belles demeures nobles de Castello, surplombe la place. Sur le côté gauche du bâtiment, il y a un arc ogival, un vestige du portique de Vivaldi Pasqua, gravement endommagé par les bombardements de 1943, ainsi que le palais Asquer lui-même. Le côté nord de la place est fermé par le palais Barrago en style néo-classique, alors qu'au centre une statue de saint François d'Assise a été placée dans les années 1920. 